# NGC 4894
NGC 4894 est une galaxie lenticulaire située dans la constellation de la Chevelure de Bérénice. Sa vitesse par rapport au fond diffus cosmologique est de 4 906 ± 19 km/s, ce qui correspond à une distance de Hubble de 72,4 ± 5,1 Mpc (∼236 millions d'al). NGC 4894 a été découverte par l'astronome britannique John Herschel en 1827.
En raison d'une brillance de surface égale à 11,96 mag/am2, on peut qualifier NGC 4894 de galaxie présentant une brillance de surface élevée.
À ce jour, une mesure non basée sur le décalage vers le rouge (redshift) donne une distance d'environ 60,800 Mpc (∼198 millions d'al). Cette valeur est à l'extérieur des valeurs de la distance de Hubble, mais compatible avec celles-ci. Notons cependant que c'est avec la valeur moyenne des mesures indépendantes, lorsqu'elles existent, que la base de données NASA/IPAC calcule le diamètre d'une galaxie et qu'en conséquence le diamètre de NGC 4894 pourrait être d'environ 13,5 kpc (∼44 000 al) si on utilisait la distance de Hubble pour le calculer.
La désignation DRCG 27-143 est utilisée par Wolfgang Steinicke pour indiquer que cette galaxie figure au catalogue des amas galactiques d'Alan Dressler. Les nombres 27 et 143 indiquent respectivement que c'est le 27e amas de la liste, soit Abell 1656 (l'amas de la Chevelure de Bérénice), et la 143e galaxie de cet amas. Cette même galaxie est aussi désignée par ABELL 1656:[D80] 143 par la base de données NASA/IPAC, ce qui est équivalent. Dressler indique que NGC 4894 est une galaxie elliptique de type E.

## Quelques galaxies d'Abell 1656 dans la région

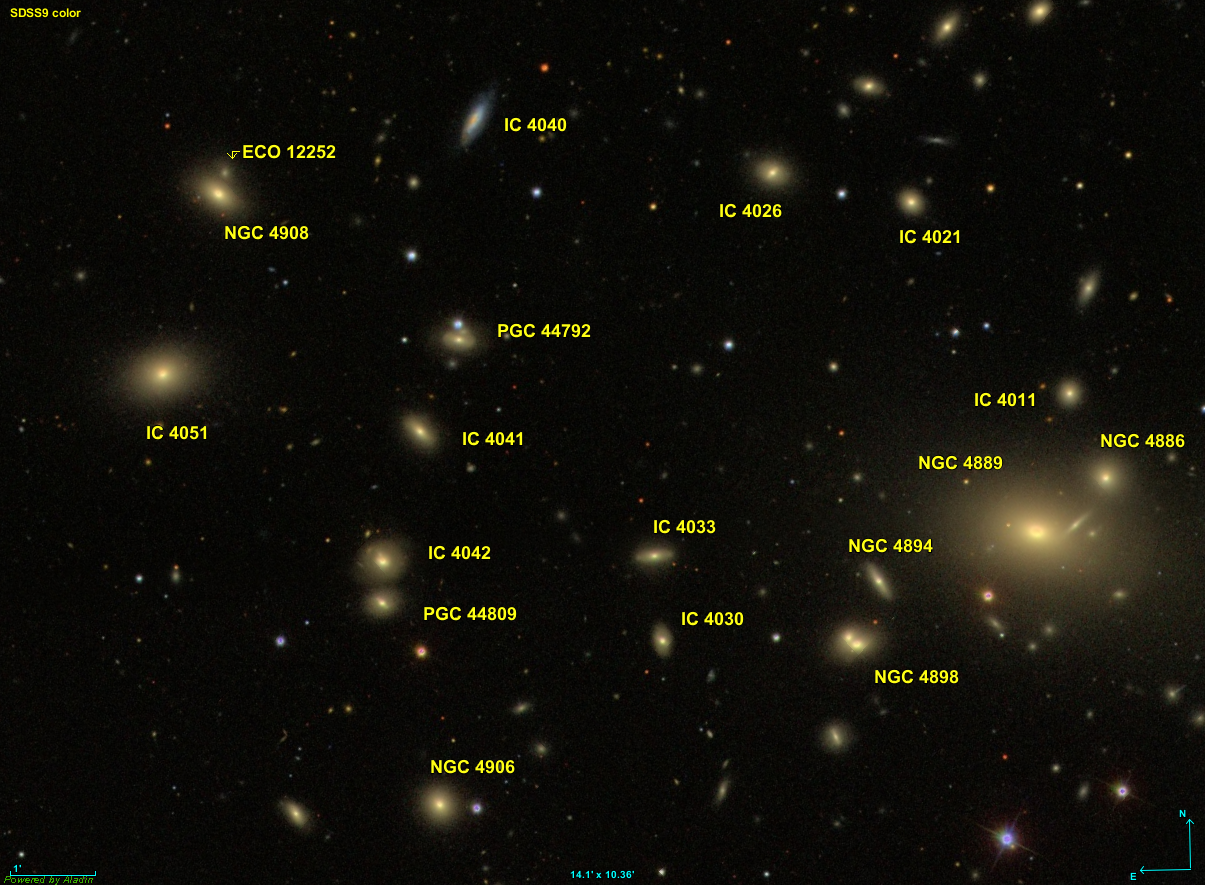
Quelques galaxies de l'amas de la Chevelure de Bérénice dans la région de NGC 4894.

Comme le montre l'image obtenue des données du relevé SDSS, plusieurs galaxies voisines de NGC 4894 font partie de l'amas de la Chevelure de Bérénice. Sur cette image, seule NGC 4899 n'en fait pas partie. Toutes les autres galaxies apparaissent au catalogue de Dressler. Le tableau ci-dessous indique la correspondance entre les désignations courantes et les désignations employées par Dressler.
| Designation | DRCG                 |
| ----------- | -------------------- |
| IC 4011     | 27-150               |
| IC 4021     | 27-152               |
| IC 4026     | 27-170               |
| IC 4030     | 27-119               |
| IC 4040     | 27-169               |
| IC 4041     | 27-145               |
| IC 4042     | 27-144               |
| IC 4051     | 27-167               |
| NGC 4886    | 27-151               |
| NGC 4898    | 27-122               |
| NGC 4906    | 27-118               |
| NGC 4908    | 27-143               |
| PGC 44792   | ABELL 1656:[D80] 47  |
| PGC 44809   | ABELL 1656:[D80] 53  |
| ECO 12252   | ABELL 1656:[D80] 133 |

## Note historique
La majorité des sources consultées, sauf le professeur Seligman, indiquent que NGC 4894 est la galaxie PGC 44732 aussi désignée comme étant CGCG 160-247. Selon le professeur Seligman, l'observation d'Herschel est en réalité la galaxie NGC 4898. C'est aussi l'avis d'Harold Corwin et de Steve Gottlieb. Tous deux sont d'avis que John Herschel a observé la galaxie beaucoup plus brillante NGC 4898 et non la galaxie PGC 44732.